# Heizei
Heizei (jap. 平城天皇, Heizei-tennō; * 15. August 774; † 5. August 824) war der 51. Tennō von Japan (806–809). Er war der erste Sohn von Kammu-tennō und dessen Gemahlin Fujiwara no Otomuchi (?). Sein Eigenname war Prinz Ote später Prinz Ate. In der japanischen Klassik wurde er auch Nara no Mikado (Kaiser von Nara) genannt.
Er übergab den Thron wegen einer Krankheit dem Kronprinzen und seinem jüngeren Bruder Kaiser Saga und zog nach Nara. Nachdem dieser ebenfalls erkrankte, versuchte er einen Staatsstreich, der aber blutig niedergeschlagen wurde. 
| Vorgänger | Amt           | Nachfolger |
| --------- | ------------- | ---------- |
| Kammu     | Tennō 806–809 | Saga       |

| Personendaten    | Personendaten                                          |
| ---------------- | ------------------------------------------------------ |
| NAME             | Heizei                                                 |
| ALTERNATIVNAMEN  | 平城天皇 (japanisch); Ote (Eigenname); Ate (Eigenname) |
| KURZBESCHREIBUNG | 51. Tennō von Japan (806–809)                          |
| GEBURTSDATUM     | 15. August 774                                         |
| STERBEDATUM      | 5. August 824                                          |